# 休斯普萊斯 (加利福尼亞州)
休斯普萊斯（英語：Hughes Place）是位於美國加利福尼亞州比尤特縣的一個非建制地區。該地的面積和人口皆未知。

## 地理
休斯普萊斯的座標為39°43′40″N 121°24′08″W / 39.72778°N 121.40222°W，而該地的平均海拔高度為773米（即2536英尺）。